# Jorge Ilegal
Jorge María Martínez García (Avilés, Asturias, 1 de mayo de 1955), más conocido como Jorge Ilegal, es un músico, compositor y cantante español, líder del grupo de rock Ilegales, considerada una de las bandas más influyentes del rock español.

## Trayectoria
Nació en Avilés en 1955. Es descendiente del militar y marino español Pedro Menéndez de Avilés y su familia, que tiene entre sus propiedades el Palacio de Bolgues en Las Regueras, ostentaba el Condado de Canalejas. En sus inicios, tocó en orquestas de música popular, como Manolo Carrizo y su Conjunto, en locales, bailes y algunas fiestas patronales. En 1976, consiguió el carnet de músico profesional que expedía el Sindicato Nacional del Espectáculo durante el franquismo. Comenzó la carrera de derecho en la Universidad de Oviedo, aunque la abandonó antes de terminarla, a los 21 años, para dedicarse a la música.
Formó parte de la banda de rock Madson, formada en los años 70 del siglo XX, en la que también tocaba su hermano, Juan Martínez. Después, estuvo en otro grupo, Los Metálicos. En 1983, fundó el grupo de rock Ilegales, por el que se le conoce como Jorge Ilegal, y con el que ha lanzado más de una decena de discos y actuado en países de todo el mundo. En 1985, Martínez se convirtió en productor con la discográfica Discóbolo Records, bajo la que produjo trabajos de Ilegales como Todos están muertos.
En 2011, tras la disolución de Ilegales, Martínez fundó el grupo Jorge Ilegal y los Magníficos, con el que interpretó otros estilos musicales como boleros, joropos, chachachá, tangos, guarachas, baladas y twist, siguiendo la esencia de las orquestas de los años 40 y 50 del siglo XX.
Más tarde, Martínez fundó otra discográfica, La Casa del Misterio, que además de producir las obras de sus bandas Ilegales o Jorge Ilegal y los Magníficos, también realizó producciones de otros artistas de rock como Gestido, Fe de Ratas o UHP. Coleccionista de guitarras y otros instrumentos, en 2013 se realizó una exposición exclusiva en Gijón donde se mostraban al público las piezas de su colección musical.
Jorge Ilegal es considerado una figura referente de la escena musical española desde la década de 1980, influenciando a músicos y artistas tanto en España como Latinoamérica. A lo largo de su trayectoria, ha colaborado con otros grupos y artistas, como Los Enemigos en su disco Obras escocidas, donde interpretó la canción John Wayne. Además, en 2019 fue uno de los conferenciantes de la Cátedra Leonard Cohen, en la Universidad de Oviedo, con la ponencia Manual para cazar canciones.

## Reconocimientos
A lo largo de su carrera musical, ha recogido varios premios. En 2009, Martínez e Ilegales recibieron el Disco de Diamante honorífico por vender más de 1 millón de discos. Al año siguiente, consiguieron el premio honorífico de los Premios AMAS  (premios del Anuario de la Música Asturiana) y en la edición de 2012, el Premio a la mejor canción y el Premio al disco otras escenas.
En 2017, Martínez fue nombrado Asturiano del Mes por La Nueva España. Ese mismo año, Fernando Fernández-Guerra Fernández, quien fuera el primer manager del grupo Ilegales, publicó una biografía no autorizada sobre Jorge Ilegal titulada Jorge Ilegal, apóstol de tiempos salvajes.
Al año siguiente, en 2018, se estrenó en cines el documental Mi vida entre las hormigas de los directores Chema Veiga y Juan Moya que repasa la trayectoria de Martínez y contó con la participación de Miguel Ríos, Tomás Fernando Flores, Jesús Ordovás, Diego Alfredo Manrique y Jaime Urrutia. El documental fue proyectado en uno de los capítulos del programa Imprescindibles de La 2.
En 2019, se publicó otra biografía de Martínez, en este caso autorizada, con el título Jorge Martínez, conversaciones Ilegales en el que el periodista y escritor Carlos H. Vázquez mantiene una serie de conversaciones con el artista. En el libro intervienen además Jesús Ordovás, Igor Paskual, Edu Galán y Andrés Calamaro. También en 2019, Martínez fue el embajador del programa Un país para escucharlo dedicado a Asturias y presentado por Ariel Rot, en el que también participaron otros músicos asturianos como Rodrigo Cuevas o Marisa Valle Roso.